# François Nicolas Madeleine Morlot
Pour les articles homonymes, voir Morlot.
François Nicolas Madeleine Morlot est un homme d'Église et une personnalité politique française né le 28 décembre 1795 à Langres et mort le 29 décembre 1862 à Paris.
Cardinal, il occupe notamment les positions d'évêque d'Orléans, d'archevêque de Tours puis de Paris.

## Biographie
François Nicolas Madeleine Morlot naît le 28 décembre 1795 dans la commune de Langres .
Il suit ses études au collège de Langres puis au grand séminaire de Dijon et devient précepteur chez le marquis de Saint-Seine.
Ordonné prêtre le 27 mai 1820 sous la Seconde Restauration, il est pendant plusieurs années vicaire à la cathédrale Saint-Bénigne de Dijon, puis vicaire général en 1830 et chanoine du chapitre de la cathédrale en 1833.
Le 10 mars 1839 sous la monarchie de Juillet, il est nommé évêque d'Orléans par le roi de France Louis-Philippe Ier. Il est confirmé dans sa position par le pape Grégoire XVI le 8 juillet 1839. Il reçoit la consécration épiscopale le 18 août 1839, à Paris, des mains d'Alexis Basile Alexandre Menjaud, évêque de Nancy.
En juin 1842, il devient archevêque de Tours.
En mars 1853, il est créé cardinal-prêtre avec le titre de Saint-Nérée et Achille.
À la suite de l’assassinat de l'archevêque Auguste Sibour, poignardé à l'issue d'une cérémonie le 3 janvier 1857, il est nommé archevêque de Paris. Il fait construire à cette occasion plusieurs églises (Notre-Dame de Clignancourt, Saint-Augustin, Saint-Bernard de la Chapelle, La Trinité, Saint-François-Xavier, l'église Saint-Jean-Baptiste de Belleville).
Il est le 16e archevêque et évêque de Paris.
Le 7 mars 1853, il est élu sénateur du Second Empire. Il occupera cette fonction jusqu'à sa mort.
Le 14 août 1861, il est nommé grand officier de la Légion d'honneur.
Homme conciliant, il s'efforce de ne pas prendre parti entre l'empereur Napoléon III et le pape Pie IX sur la question romaine.
Le cardinal Morlot meurt le 29 décembre 1862 à Paris à l'âge de 67 ans ; il est inhumé à la cathédrale Notre-Dame de Paris.

## Succession apostolique
François Nicolas Madeleine Morlot a ordonné les évêques suivants :
- Évêque Paul-Georges-Marie Dupont des Loges (1843)
- Évêque Nicolas-Marie Sergent (1855)
- Évêque Louis-Martin Porchez (1858)
- Archevêque Georges Darboy (1859)
- Évêque Emmanuel-Jules Ravinet (1861)
- Archevêque François-Marie-Joseph Lecourtier (1861)
- Archevêque Henri Louis Charles Maret (1861)

## Armoiries
D'azur, à la croix dentelée d'argent, cantonnée de quatre étoiles d'or.

## Décorations
- Légion d'honneur[5] :
  -  Chevalier de la Légion d'honneur (1er mai 1841)
  -  Officier de la Légion d'honneur (11 décembre 1849)
  -  Commandeur de la Légion d'honneur (11 août 1855)
  -  Grand officier de la Légion d'honneur (13 août 1861)

- Ordre équestre du Saint-Sépulcre de Jérusalem :
  - Chevalier le 10 décembre 1860 [8]